# Erich Recknagel
Erich Recknagel, né à Oberschönau, en Thuringe (Allemagne) le 3 décembre 1904 et mort à Ohrdruf le 16 août 1973 , est un sauteur à ski allemand qui a participé aux Jeux olympiques d'hiver de 1928 qui se sont déroulés à Saint-Moritz (Suisse).

## Résultats

### Jeux olympiques
- Il a terminé 11e de l'épreuve de Saut à ski aux Jeux olympiques de 1928.

### Championnat du monde de ski nordique
- Ila participé aux championnats du monde de ski nordique en 1927, 1929 et en 1931.

### Championnat d'Allemagne de combiné nordique
- Il a remporté le titre en 1930.

### Championnat d'Allemagne de saut à ski(de)
- Il a remporté le titre en 1930[2], en 1931, en 1932 et 1933.